# Punkt 22 (film)
Punkt 22 er en amerikansk satirisk krigsfilm fra 1970 instrueret af Mike Nichols. Filmen er baseret på Joseph Hellers roman af samme navn.

## Handling
Kaptajn Yossarian (Alan Arkin) gør tjeneste i United States Air Force og er under 2. verdenskrig udstationeret på en luftbase på øen Pianosa i Middelhavet. Sammen med andre på basen deltager Yossarian i en række farlige togter og efter at have set sine venner blive dræbt, søger han at finde en mulighed for at blive hjemsendt. Yossarian forsøger forgæves at overtale sin overordnede oberst Cathcart (Martin Balsam) til at hjemsende ham, men obersten forøger i stedet hele tiden det antal missioner, der giver ret til hjemsendelse. Yossarian foregiver, at han er blevet skør, men heller ikke dette virker, da Doctor Daneeka (Jack Gilford) henviser til "Punkt 22"", der foreskriver, at et besætningsmedlem "ville være skør, hvis han fløj flere missioner, og normal hvis han ikke fløj flere; men såfremt han var normal skulle han deltage i missionerne. Hvis han deltog i missionerne, ville han være skør og skulle derfor ikke deltage, men hvis han ikke deltog, ville han være normal, og så skulle han". I denne forskruede logik efter Punkt 22 iagttager Yossarian de forskellige personer på flyvebasen, der hver især finder måder at komme gennem krigen på..

## Modtagelse
Punkt 22 fik en lunken modtagelse af kritikerne og publikum ved premieren i 1970. Filmen indspillede en del mindre end den tilsvarende "sorte" krigskomedie MASH fra samme år. På tidspunktet for filmens premiere herskede en betydelig krigstræthed i det amerikanske samfund som følge af problemerne i Vietnamkrigen, og filmpublikum svigtede generelt krigsfilm i denne periode, bortset fra MASH og Patton På trods af kritikken og den manglende kommercielle succes blev filmen nomineret til en BAFTA Award for bedste fotografering, og filmen er siden blevet en kultfilm og fremstår i dag med forholdsvis høj rating hos eksempelvis IMDb og Rotten Tomatoes.

## Medvirkende (i udvalg)
- Alan Arkin – John Yossarian
- Jon Voight – Milo Minderbinder
- Orson Welles – Dreedle
- Martin Sheen – Dobbs
- Art Garfunkel – Nately
- Charles Grodin – Aarfy Aardwark
- Richard Benjamin – Danby
- Anthony Perkins – A.T. Tappman
- Martin Balsam – Cathcart
- Bob Newhart – Major Major

## Eksterne Henvisninger
- Punkt 22 på Internet Movie Database (engelsk)
- Punkt 22 på Filmdatabasen
- Punkt 22 i Svensk Filmdatabas (svensk)
- Punkt 22 på AlloCiné (fransk)
- Punkt 22 på MovieMeter (nederlandsk)
- Punkt 22 på AllMovie (engelsk)
- Punkt 22 hos American Film Institute (engelsk)
- Punkt 22's profil hos Encyclopædia Britannica Online (engelsk)
- Punkt 22 på Turner Classic Movies (engelsk)
- Punkt 22 på The Movie Database (engelsk)